# Les Fontana
Pour les articles homonymes, voir Fontana.
Les Fontana étaient un groupe vocal d'accompagnement fondé à l'initiative de Michel Legrand, actif de 1956 à 1959. Il était composé de Christiane Legrand, Rita Castel, Jean-Claude Briodin, Ward Swingle, Roger Berthier et Janine Wells. Il a accompagné entre autres Henri Salvador, Francis Lemarque, Zizi Jeanmaire, Magali Noël, Jacqueline François, Dario Moreno et Michel Legrand et son orchestre,,,,. Les Fontana ont également enregistré quelques disques sous leur propre nom.